# Tasuku Honjo
Tasuku Honjo (Quioto, 27 de janeiro de 1942) é um imunologista japonês, conhecido por suas descobertas da ativação induzida pela cytidine deaminase, essencial para comutação de classe de imunoglobulina e hipermutação somática. É também conhecido por sua identificação molecular das citocinas: Interleucina 4 e Interleucina 5, e também pela identificação da PD-1.
Durante a pandemia de COVID-19, foi amplamente divulgada na Internet em vários idiomas uma alegação falsa de que Honjo acreditava que o novo coronavírus havia sido "fabricado" por um laboratório na cidade chinesa de Wuhan. Em uma declaração publicada no site da Universidade de Kyoto, o imunologista disse estar "muito triste" por seu nome ter sido usado para espalhar "falsas acusações e desinformação". Os cientistas dizem que o sequenciamento do genoma mostra que o o vírus veio de animais e não foi fabricado pelo homem.

## Prêmios
- 1981 – Prêmio Noguchi Hideyo-Memorial para Medicina[9]
- 1981 – Prêmio Asahi[10]
- 1984 – Prêmio Kihara, Sociedade de Genética do Japão[11]
- 1984 – Prêmio de Ciência de Osaka[11]
- 1985 – Prêmio Erwin von Baelz[11]
- 1988 – Prêmio Médico Takeda[9]
- 1992 – Prêmio Behring-Kitasato[11]
- 1993 – Prêmio Uehara[9]
- 1996 – Prêmio Imperial da Academia do Japão[12]
- 2000 – Pessoa de Mérito Cultural[13]
- 2001 – Associado Estrangeiro da National Academy of Sciences.[11]
- 2012 – Prêmio Robert Koch[9]
- 2013 – Ordem da Cultura[9]
- 2014 – Prêmio William B. Coley[9]
- 2015 – Richard V. Smalley, MD Memorial Award[9]
- 2016 – Prêmio Kyoto[14]
- 2016 – Prêmio de Medicina Keio[15]
- 2016 – Prêmio de Ciência Fudan-Zhongzhi[16]
- 2016 – Thomson Reuters Citation Laureates [17]
- 2017 – Warren Alpert Foundation Prize[18]
- 2018 – Nobel da Fisiologia ou Medicina de 2018, prêmio partilhado com James P. Allison, por descobertas relacionadas com o papel do sistema imunológico na luta contra o câncer.[2][19]